# Khan-Gruben-Anschlussbahn
| Khankupfergrube–Arandis               | Khankupfergrube–Arandis |
| ------------------------------------- | ----------------------- |
| Bahnhof der Khan-Gruben-Anschlussbahn |                         |
| Streckenlänge:                        | 11 km                   |
| Spurweite:                            | 600 mm (Schmalspur)     |
|                                       |                         |

Die Khan-Gruben-Anschlussbahn  in der Kolonie Deutsch-Südwestafrika wurde zur Beförderung von Erzen zum Weitertransport durch die Otavibahn erbaut.

## Geschichte
Die Khan-Gruben-Anschlussbahn wurde von der Khankupfergrube, unweit des heutigen Urantagebau Husab, bis zur Bahnstation Arandis an der Otavibahn gebaut, um die Erze der Kupfergrube über die Bahn an die Küste der Kolonie zum Verschiffungsplatz nach Swakopmund zu fahren.
Der Oberbau der Bahn stammte von der alten Staatsbahn Swakopmund-Karibib, die am 1. April 1910 geschlossen wurde und eine 600-mm-Spurweite hatte. Auch die Khan-Gruben-Anschlussbahn wurde in 600-mm-Spur hergestellt und war 11 Kilometer lang. Im Dezember 1911 ging die Strecke in Betrieb.